# 贝尔尼特
贝尔尼特是德国梅克伦堡-前波莫瑞州的一个市镇。总面积73.43平方公里，总人口1716人，其中男性879人，女性837人（2011年12月31日），人口密度23人/平方公里。